# Gabriel z Syjonu
Gabriel z Syjonu, łac. Sionita, właściwie Gibrael Al Sahyouni (ur. w 1577 w Ihdin, zm. w 1648 w Paryżu) – duchowny katolicki, tłumacz.

## Życiorys
Urodził się w Ehden w północnym Libanie we wpływowej rodzinie szejków Al-Sahyouni. W wieku siedmiu lat został wysłany przez patriarchę Sarkisa Rizziego do maronickiej szkoły w Rzymie. Tam uczył się wielu języków: łacińskiego, włoskiego, arabskiego, tureckiego, syryjskiego, greckiego i hebrajskiego. Następnie udał się do Paryża i studiował język francuski, a w 1620 roku otrzymał tytuł doktora. Dwa lata później został wyświęcony na księdza. W latach 1594–1614 Gabriel prowadził wykłady z języków orientalnych na uniwersytecie w Rzymie, a później w Wenecji. W 1614 roku został wykładowcą w Akademii Królewskiej w Paryżu i mianowano go oficjalnym tłumaczem króla Francji Ludwika XIII. Dziełem życia Gabriela było siedmiojęzyczne tłumaczenie Biblii, opublikowane w pięciu tomach zawierających łącznie 4200 stron (Poliglota paryska). Przez lata napisał wiele książek, m.in. jedną z pierwszych gramatyk języka arabskiego.